# Гонсало I Менендес (граф Португалии)
Гонсало I Менендес (порт. Gonçalo I Mendes, исп. Gonzalo Menéndez, лат. Gundisaluus Menendiz; ок. 925 — 997) — граф Португалии с ок. 950, в ряде документах упоминаемый с титулом великий герцог португальцев (лат. magnus dux portucalensium), старший сын графа Эрменегильдо (Менендо I) Гонсалеса и Муниадомны Диаш. Гонсало Менендес был одним из самых влиятельных магнатов в Леонском королевстве, занимая в нём высокие должности.

## Биография
Гонсало Менендес происходил из знатного галисийского рода, владения которого находились на территории современной Португалии. В это время они входили в состав королевства Леон. Своё имя Гонсало получил в честь деда, графа Гонсало Бетотиса. Его же мать, Муниадомна Диаш, была внучкой Вимара Переша, первого графа Португалии, а также тёткой короля Леона Рамиро II.
Впервые с титулом графа Гонсало Менендес упоминается в документах 24 июля 950 года, когда Муниадомна Диас, вдова недавно умершего графа Эрменегильдо Гонсалеса, распределила между шестью сыновьями свои владения, удалившись после этого в основанное ей аббатство Сан-Мамеде (Гимарайнш), для охраны которого позже она построила замок Гимарайнш. Однако она и после этого сохраняла влияние на сыновей.
В 962 году Гонсало поднял восстание против короля Леона Санчо I, но вскоре помирился с ним, заключив мир.
В 964 году на побережье Галисии высадилось большое войско викингов. Не встречая серьёзного сопротивления, норманны беспрепятственно разграбили близлежащие области и разбили войско галисийцев, выступившее им навстречу. Только в 965 году местоблюстителю епископской кафедры Сантьяго-де-Компостелы святому Росендо удалось собрать местное ополчение, разбить викингов и заставить их покинуть Галисию. При этом галисийцы не получили никакой помощи от короля Санчо I, занятого войной с маврами. Бездействие короля вызвало недовольство галисийской знати, в результате чего против Санчо летом 966 года возник новый мятеж. Король Санчо I выступил против мятежников, которые при приближении королевского войска объявили о том, что готовы примириться с королём. Санчо I также выразил желание решить конфликт миром, принял у себя зачинщиков мятежа и объявил им о прощении. 16 ноября король и виднейшие галисийские сеньоры, среди которых был и Гонсало, в Лобране подтвердили дарственную хартию, данную королём местному монастырю. Однако немного спустя граф Гонсало отравил короля, угостив его при личной встрече отравленным яблоком. По одной версии это был Гонсало Менендес, хотя существуют и другие версии.
После Санчо новым королём Леона стал его малолетний сын Рамиро III, регентом при нём стала его мать, Эльвира Рамирес. Некоторые историки считают, что в это время ряд галисийских графов, в том числе и Гонсало Менендес, были фактически независимы, однако 20 сентября 968 года Гонсало был при дворе в Леоне. Но ко времени малолетства Рамиро относится ослабление королевской власти, власть регентского совета распространялась только на центральную и на восточную части королевства.
В 968 году владения Гонсало Менендеса были разграблены норманнами.
В конце 960-х — начале 970-х разгорелась вражда между семьями Гонсало Менендеса другого галисийского магната Родриго Веласкеса. Поводом послужил земельный спор между невесткой брата Родриго Гунтродой, аббатисой монастыря Пажоу, и Муниадомной Диас, матерью Гонсало. В итоге в 968 или 974 году Гонсало разбил Родриго Веласкеса в битве при Аквионхе.
В 981 году галисийская знать, недовольная политикой Рамиро III и поражением в войнах против мавров, восстала, выбрав королём Галисии его двоюродного брата Бермудо II, незаконного сына короля Ордоньо III. Позже к восстанию присоединился и Гонсало Менендес. В 984 году Бермундо, воспользовавшись походом аль-Мансура в Леон, смог захватить столицу королевства.
В 985 году Гонсало Менендес упоминается с титулом великий герцог португальцев. В 994 году он получил под управление город Брагу.
Гонсало Менендес погиб в 997 году в битве во время похода аль-Мансура на Сантьяго-де-Компостела.

## Брак и дети
1-я жена: двоюродная сестра Ильдуара (Ильдонца) Пелайес (ум. до 983), дочь графа Пелайо Госалеса, и Эрмезинды Гутьеррес. Дети:
- Рамиро Гонсалес (ум. после 986)
- Росендо Гонсалес (ум. после 1014)
- Менендо II Гонсалес (ум. 6 октября 1008), граф Португалии и Галисии
- Тода Гонсалес; муж: граф Родриго Ордоньес (ум. после 9 июня 1037)
- Диего Гонсалес
- Муниадомна Гонсалес (ум. до 1013)

2-я жена: с ок. 983 Эрмезинда (ум. после 1008)

## Комментарии
1. ↑  Он также известен под именем Мендо (Менендо) I Гонсалес.